# Pazz & Jop

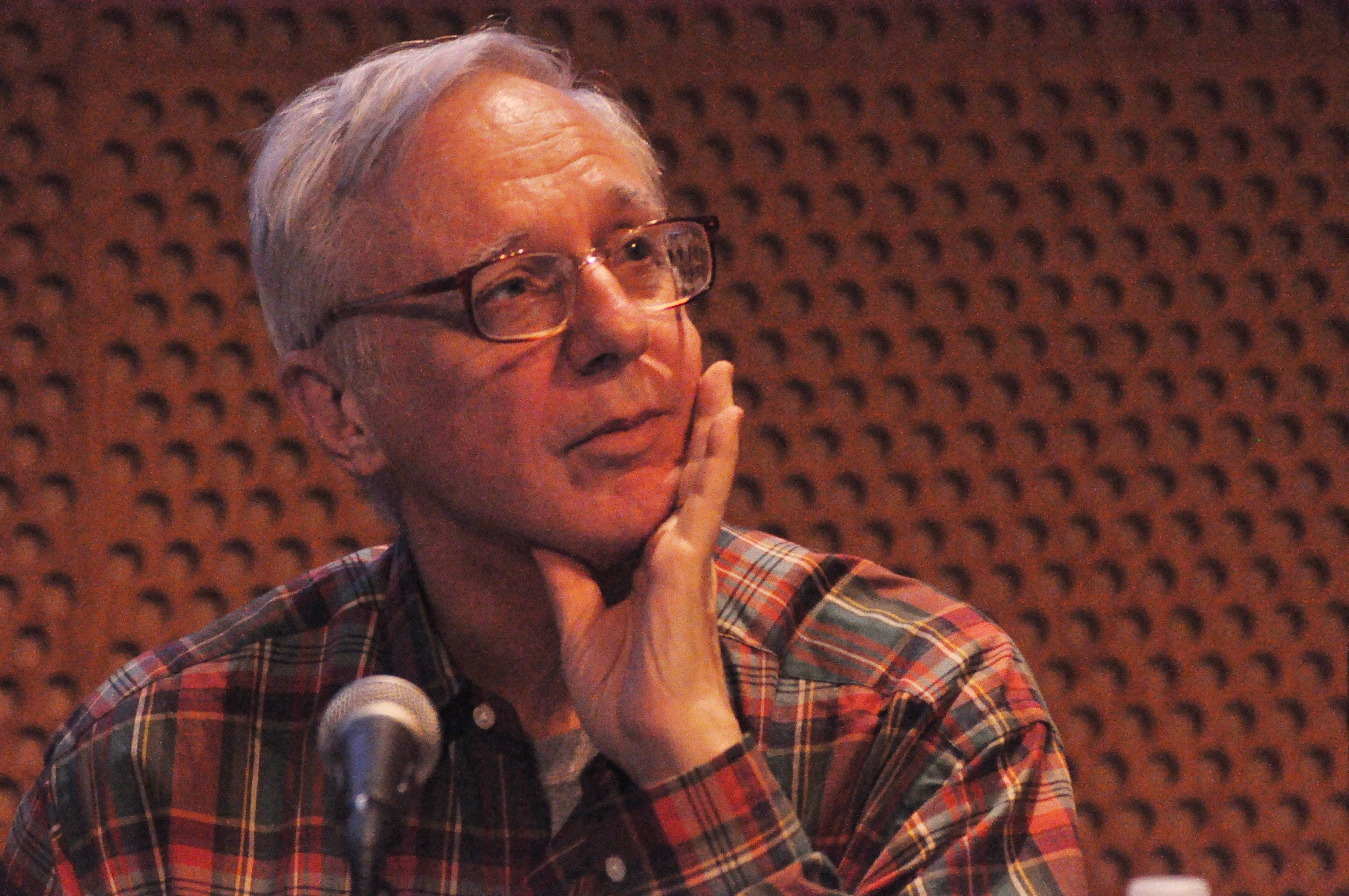
Robert Christgau, crítico musical, criador e presidente da votação Pazz & Jop entre 1971 e 2005.

A Pazz & Jop é uma votação musical anual compilada pelo jornal americano The Village Voice. A votação tem por base uma lista de 10 músicas escolhidas por centenas de críticos, relativas ao ano anterior ao da votação. A Pazz & Jop foi introduzida pelo The Village Voice em 1974 apenas para a escolha do melhor álbum, mas evoluiu para incluir o melhor single em 1979. Ao longo dos anos, foram sendo introduzidas mais listas como elicited from poll respondents for releases such as extended plays, videoclipes, reedições, e colectâneass—todas descontinuadas, entretanto. A votação da Pazz & Jop para o melhor álbum inclui um sistema de pontos ao elaborar as classificações da lista. Os críticos participantes atribuem um número, entre cinco e trinta, a cada um dos dez melhores álbuns da lista, em que a pontuação final soma 100. No caso dos singles, a lista não inclui esta ponderação.